# محطة قطار كيركبي إن آشفيلد
محطة قطار كيركبي إن آشفيلد (بالإنجليزية: Kirkby-in-Ashfield railway station)‏‏ هي محطة قطار في المملكة المتحدة، تُشغلها قطارات إيست ميدلاند. افتُتحت هذه المحطة في نوفمبر 1996، ويبلغ عدد مسارات أرصفتها 2.